# Pestimpfstoff
Ein Pestimpfstoff ist ein Impfstoff zur Vorbeugung der Pest, die vom Bakterium Yersinia pestis ausgelöst wird.

## Eigenschaften
Seit 1890 wurden inaktivierte Yersinien zu Impfzwecken beforscht. Ab 1895 wurden von Alexandre Émile Jean Yersin, attenuierte Yersinien in Tierversuchen angewendet, ebenso um 1903–1904 durch W. Kolle und R. Otto. Diese wurden jedoch aufgrund der Befürchtung einer Pesterkrankung nicht an Menschen angewendet. Im Jahr 1896 experimentierte Waldemar Haffkine mit bei 60 °C inaktivierten Yersinien.
Die erste Pestimpfung von Menschen erfolgte 1907 in Manila. Ab 1927 wurde eine natürliche pgm-Mutante (Impfstamm EV76) des EV-Stammes zur Impfung eingesetzt. Dieser Stamm war ursprünglich 1926 von Girard und Robic auf Madagaskar isoliert worden. Im Jahr 1936 wurde am Forschungsinstitut für Epidemiologie und Hygiene NIIEG in Kirow aus dem EV76-Impfstamm der EV76 NIIEG-Impfstamm entwickelt und ab 1940 hergestellt und angewendet.
Eine Meta-Analyse der Cochrane Collaboration kam im Jahr 2000 zu dem Ergebnis, dass die Qualität der bis dahin erschienenen Studien zu Pestimpfstoffen keine Aussage über ihre Wirksamkeit ermöglichen.
Seit 2007 existiert ein weiterer attenuierter Impfstamm, CO92 delta yopH.
Weiterhin kann eine passive Immunisierung durch Infusion von Anti-Yersinia-Antikörpern erzielt werden. Experimentelle Ansätze umfassen das nahe verwandte Bakterium Y. pseudotuberculosis sowie virale Vektoren (AdV, VacV, VSV), transgene Salmonellen oder Lactococcus lactis und Untereinheiten-Impfstoffe. Diese verwenden das F1-Kapselantigen und den Virulenzfaktor LcrV aus Y. pestis als Antigene.